# 岡田誠司 (イラストレーター)
岡田 誠司（おかだ せいじ）は、日本の映像作家、アニメーター。
主に、NHKの音楽番組「みんなのうた」などのアニメーションを制作している。

## 作品一覧

### みんなのうた
- ◆は5分間1曲枠の楽曲。
- 赤い自転車 / 花*花（1999年4月・5月放送）